# 里見隆治
里見 隆治（さとみ りゅうじ、1967年10月17日 - ）は、日本の政治家、厚労官僚。公明党所属の参議院議員（2期）。公明党愛知県本部代表。
内閣府大臣政務官、経済産業大臣政務官、復興大臣政務官などを歴任した。

## 経歴
大阪府大阪市生まれ。関西創価高等学校を卒業後、1年浪人して東京大学経済学部に入学した。1991年3月、同大学を卒業した。同年4月、労働省（現在の厚生労働省）労働基準局に入省した。
在英国日本国大使館一等書記官、内閣参事官（地域活性化・特区制度担当）、厚生労働省労働基準局参事官（賃金・労働時間担当）、 トヨタ自動車トヨタインスティテュート主査（官民交流）などを歴任した。
2015年9月、厚生労働省を退官した。同年10月1日、公明党は改選数が3人から4人に増えた次期参議院議員選挙の愛知県選挙区に里見を擁立することを決定した。
2016年7月の第24回参議院議員通常選挙に愛知県選挙区から立候補し、得票数3位で初当選した。公明党の公認候補が愛知県選挙区で議席を獲得するのは2001年以来となった。
2022年7月の第26回参議院議員通常選挙で、得票数2位で再選した。
2022年8月12日、第2次岸田第1次改造内閣で、内閣府大臣政務官、経済産業大臣政務官、復興大臣政務官に就任した。

## 政策・主張

### 憲法
- 憲法改正について、2016年の朝日新聞社のアンケートで「どちらとも言えない」と回答[11]。同年の毎日新聞社のアンケートで、選択肢以外の回答をした[12]。2022年のNHKのアンケートで「どちらとも言えない」と回答[13]。
- 9条改憲について、2016年の毎日新聞社のアンケートで「改正して、自衛隊の役割や限界を明記すべきだ」と回答[12]。2022年の毎日新聞社のアンケートで「反対」と回答[14]。9条への自衛隊の明記について、2022年のNHKのアンケートで「反対」と回答[13]。
- 憲法を改正し緊急事態条項を設けることについて、2022年のNHKのアンケートで「反対」と回答[13]。

### 外交・安全保障
- 「他国からの攻撃が予想される場合には先制攻撃もためらうべきではない」との問題提起に対し、2016年のアンケートで「どちらとも言えない」と回答[11]。
- 敵基地攻撃能力を持つことについて、2022年のNHKのアンケートで「反対」と回答[13]。
- 「北朝鮮に対しては対話よりも圧力を優先すべきだ」との問題提起に対し、2016年のアンケートで「どちらとも言えない」と回答[11]。
- 安全保障関連法の成立について、2016年の毎日新聞社のアンケートで「今の法制でよい」と回答[12]。
- 普天間基地の辺野古移設について、2016年の毎日新聞社のアンケートで「賛成」と回答[12]。2022年の毎日新聞社のアンケートで「どちらかといえば賛成」と回答[14]。
- ロシアは2022年2月24日、ウクライナへの全面的な軍事侵攻を開始した[15]。日本政府が行ったロシアに対する制裁措置についてどう考えるかとの問いに対し、2022年のNHKのアンケートで「適切だ」と回答[13]。同年の毎日新聞社のアンケートで「今の制裁で妥当だ」と回答[14]。
- 2022年6月7日、政府は経済財政運営の指針「骨太方針」を閣議決定した。NATO加盟国が国防費の目標としている「GDP比2％以上」が例示され、防衛力を5年以内に抜本的に強化する方針が明記された[16]。「防衛費を今後どうしていくべきだと考えるか」との問いに対し、2022年のNHKのアンケートで「ある程度増やすべき」と回答[13]。
- 徴用工訴訟問題や慰安婦問題などをめぐり日韓の対立が続くなか、関係改善についてどう考えるかとの問いに対し、2022年の毎日新聞社のアンケートで回答しなかった[14]。

### ジェンダー
- 選択的夫婦別姓制度の導入について、2016年のアンケートで「どちらかと言えば賛成」と回答[11]。2022年のNHKのアンケートで「賛成」と回答[13]。
- 同性婚を可能とする法改正について、2016年のアンケートで「賛成」と回答[11]。2022年のNHKのアンケートで「どちらかと言えば賛成」と回答[13]。
- クオータ制の導入について、2016年のアンケートで「どちらとも言えない」と回答[11]。2022年のNHKのアンケートで「どちらかと言えば賛成」と回答[13]。

### その他
- 永住外国人への地方参政権付与について、2016年のアンケートで「どちらか言えば賛成」と回答[11]。
- 首相の靖国神社参拝について、2016年のアンケートで「反対」と回答[11]。
- 「治安を守るためにプライバシーや個人の権利が制約されるのは当然だ」との問題提起に対し、2016年のアンケートで「どちらとも言えない」と回答[11]。
- 「原子力発電所は日本に必要だと思うか」との問いに対し、2016年の毎日新聞社のアンケートで「当面は必要だが、将来的には廃止すべきだ」と回答[12]。
- 2016年の米国大統領選挙について「ドナルド・トランプとヒラリー・クリントンのどちらを支持するか」との問いに対し、2016年の毎日新聞社のアンケートで「どちらとも言えない」と回答[12]。
- 2016年2月8日、高市早苗総務大臣は、放送局が政治的公平性を欠く放送を繰り返した場合、放送法4条違反を理由に電波停止を命じる可能性に言及した[17][18]。安倍晋三首相は2月15日の衆議院予算委員会で野党の批判に反論し、高市の発言を擁護した[19]。政府の姿勢をどう思うかとの問いに対し、2016年の毎日新聞社のアンケートで「問題だ」と回答[12]。
- 国会議員の被選挙権年齢の引き下げについて、2022年の毎日新聞社のアンケートで「賛成」と回答[14]。
- 受動喫煙防止を目的に飲食店などの建物内を原則禁煙とする健康増進法改正に賛成[20]。

## 人物
- 愛知県岡崎市美合町在住[4]。
- 妻（愛知県岡崎市出身）と2男2女の6人家族。

### コロナ臨時休校対策助成金受給問題
2021年11月29日、愛知県選挙管理委員会が前年分の政治資金収支報告書を公表。これにより、里見が代表を務める公明党参議院愛知選挙区第1総支部が2020年7月に新型コロナウイルスに関連する臨時休校対策助成金23万7,600円を受け取っていたことが明らかとなった。2021年12月15日、メディアが助成金受給を報道。里見の事務所は取材に対し「受給は制度の趣旨にのっとって適正に行ったと考えているが、関係者と相談して返金することにした」と答えた。

## 役職歴

### 参議院
- 経済産業委員会委員
- 政治倫理の確立及び選挙制度に関する特別委員会委員

### 公明党
- 愛知県本部代表

## 著書
- 『愛知の未来をつくる すべては「ひとり」のために』（2016年1月、潮出版社） ISBN 978-4267020452
- 『愛知から日本の未来をひらく 「確かな実現力」で、日本再生へ新たな挑戦!』（2022年2月、潮出版社） ISBN 978-4267023194

## 選挙歴
| 当落 | 選挙                     | 執行日         | 年齢 | 選挙区       | 政党   | 得票数     | 得票率 | 定数 | 得票順位 /候補者数 | 政党内比例順位 /政党当選者数 |
| ---- | ------------------------ | -------------- | ---- | ------------ | ------ | ---------- | ------ | ---- | ------------------ | ---------------------------- |
| 当   | 第24回参議院議員通常選挙 | 2016年07月10日 | 48   | 愛知県選挙区 | 公明党 | 53万1488票 | 16.21% | 4    | 3/9                | /                            |
| 当   | 第26回参議院議員通常選挙 | 2022年07月10日 | 54   | 愛知県選挙区 | 公明党 | 44万3250票 | 14.32% | 4    | 2/17               | /                            |